# Edith Weber
Edith Weber (* 1. November 1941 in Weißenfels) ist eine ehemalige deutsche Gewerkschafterin und Politikerin. Sie war Vorsitzende der Industriegewerkschaft Chemie, Glas und Keramik im FDGB und Mitglied des ZK der SED.

## Leben
Weber, Tochter einer Arbeiterfamilie, absolvierte zwischen 1956 und 1959 eine Lehre als Chemielaborantin im VEB Paraffinwerk „Vorwärts“ in Webau. 1956 wurde sie Mitglied der FDJ. Von 1959 bis 1961 wirkte sie als Lehrausbilderin. Zwischen 1961 und 1964 studierte sie an der Ingenieurschule für Chemie „Justus von Liebig“ in Magdeburg-Westerhüsen mit Abschluss als Chemieingenieurin/Technologin. Von 1964 bis 1969 war sie Lehrobermeisterin bzw. Abteilungsleiterin im VEB Paraffinwerk „Vorwärts“ in Webau. 1967 trat sie der SED bei, 1969/70 war sie als Inspektorin für Berufsbildung im VEB Mineralöle Halle (Saale), von 1970 bis 1972 in selber Funktion im VEB PCK Schwedt tätig. Zwischen 1970 und 1972 absolvierte sie ein pädagogisches Zusatzstudium zur Lehrerin an der Pädagogischen Hochschule Potsdam. Von 1972 bis 1975 wirkte sie als Sekretär für Bildung und als Abteilungsleiterin beim Zentralvorstand der IG Chemie, Glas und Keramik in Halle (Saale). Von 1975 bis 1978 studierte sie an der Akademie für Gesellschaftswissenschaften beim ZK der KPdSU in Moskau. Ihr Studium schloss sie als Diplom-Gesellschaftswissenschaftlerin ab. 
1978 wurde sie stellvertretende Vorsitzende und war von 1980 bis 1989 schließlich Vorsitzende des Zentralvorstandes der IG Chemie, Glas und Keramik. Zwischen 1982 und 1989 war Weber Mitglied des Präsidiums des FDGB-Bundesvorstandes sowie 1981 Kandidatin, von 1982 bis 1989 Mitglied des ZK der SED.